# Zarmair Mserian
Zarmair Mserian (în armeană Զարմայր Մսերյան; rusă Зармайр Мсерианц; n. 16/28 octombrie 1836, Hîncești, gubernia Basarabia, Imperiul Rus – d. 12 mai 1899, Moscova, Imperiul Rus) a fost un publicist și traducător armean din Basarabia, cenzor al comitetului de cenzură din Moscova și consilier de stat țarist, autor al manualelor în limbile turcă și rusă.

## Biografie
S-a născut în târgul Hîncești din ținutul Chișinău, gubernia Basarabia (Imperiul Rus), în familia poetului, etnografului, teologului și preotului armean, Mser Mserian (1808-1872)..
În 1855 a absolvit Seminarul Lazarian din Moscova și a devenit profesor de limba turcă. La 7 iulie 1862, a fost numit un cenzor secundar pentru supraveghereaa tipografiilor, litografiilor și comerțului cu cărți din Moscova pe lângă biroul șefului poliției din Moscova. În anii 1858-1862 a editat revista „Tsrakagh” împreună cu tatăl său și revista „Hambavaber Rusio” (1861-1864). La 31 august 1865, a fost transferat în gestiunea oficialilor de pe lângă guvernatorul general al Moscovei; de la 1 decembrie același an, a fost numit inspector-adjunct al tipografiilor din Moscova, din 1875, inspector-superior. În calitate de inspector-superior, a condus întreaga inspecție „pentru supravegherea tipografiilor, litografiilor etc., a unităților și a comerțului cu cărți pe lângă biroul guvernatorului general al Moscovei”. În anii 1872-1876 a publicat în revista „Paros”. Din 1881 a fost consilier de stat rus. 